# Léon Vitalis (pilote)
Léon Vitalis est un as français de la Première Guerre mondiale crédité de 7 victoires, remportées pour la plupart en tant que mitrailleur de son supérieur, le capitaine Didier Le Cour Grandmaison. Après la guerre, il est également le fondateur de l'Association des as de 14-18, qui vise à réunir pour un repas annuel les pilotes et mitrailleurs cités au communiqué de l'armée (un honneur réservé aux militaires ayant remporté 5 victoires aériennes, le seuil pour devenir un as).

## Biographie

### Jeunesse
Marie Gaston Fulcran Léon Vitalis naît le 15 février 1890 à Lodève, dans une famille aisée. Son père est fabricant de tissus et son grand-père, également prénommé Léon (1826-1879), fut député de centre-droit de 1871 à 1878. Le jeune Vitalis peut donc bénéficier d'une éducation soignée. Après un sursis d'un an pour ses études, il effectue son service militaire à l'âge de 21 ans et est incorporé le 2 octobre 1911 au 7e régiment de cuirassiers comme simple soldat. Son niveau d'instruction lui permet monter en grade rapidement et fait de lui un brigadier le 2 avril 1912. Cependant, Léon Vitalis est renvoyé prématurément chez lui en raison d’une malformation cardiaque détectée au cours de son service, en septembre 1912,. Il est réformé provisoirement à cette occasion, avant qu’une commission ne statue l’année suivante que cette malformation le rend inapte à tout service militaire.

### Première Guerre mondiale
Cette inaptitude est confirmée au début de la guerre, le 16 octobre 1914. Malgré tout, deux ans plus tard, Léon Vitalis réussit à s'engager pour la durée de la guerre à la mairie de Bordeaux le 10 février 1916. Ainsi, il peut choisir son arme et opte pour l'armée de l'air, dont les exigences physiques sont moins restrictives. Il est alors envoyé à l'école de tir aérien de Cazaux pour être mitrailleur. Moins de deux mois plus tard, il quitte l'école pour être affecté le 4 avril à l'escadrille N.67 où il effectue plusieurs missions dans le secteur de Verdun comme mitrailleur sur un Nieuport 10 biplace. Il remporte sa première victoire dès le 28 avril, en abattant un Fokker Eindecker qui tombe à 200 mètres des lignes françaises,.

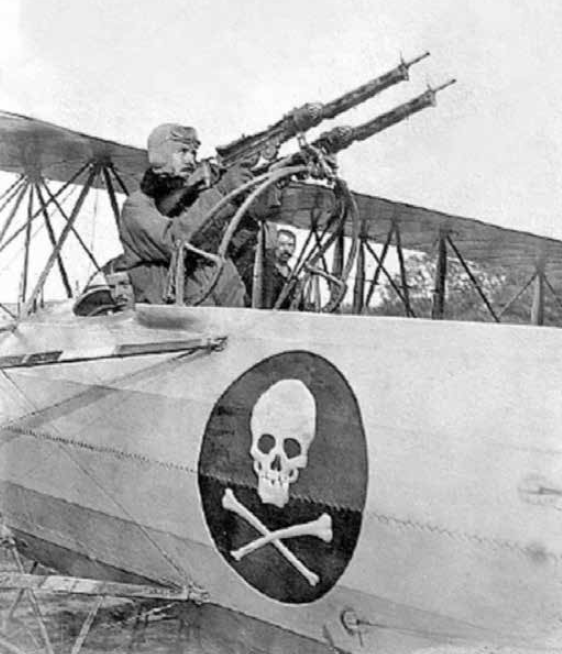
Un mitrailleur à son poste sur un Caudron R.4, probablement Léon Vitalis.

Léon Vitalis acquiert au front une réputation de bon tireur, qui lui permet, le 21 mai 1916, d'intégrer (à sa demande) l'escadrille C.46 (en). Cette unité expérimentale est la première à être équipée de Caudrons R.4, des bimoteurs triplaces lourdement armés. Vitalis devient rapidement l'un des deux mitrailleurs attitrés de son commandant d'unité, le capitaine Didier le Cour Grandmaison. L'escadrille remporte rapidement ses premières victoires dans la Somme, avec relativement peu de pertes, surtout au regard des stratégies employées : pour compenser le manque de maniabilité de leurs gros bimoteurs, les pilotes de la C.46 laissent les chasseurs allemands se rapprocher au maximum avant que leurs mitrailleurs ne les criblent de balles. Les Caudrons rentrent donc rarement sans impacts.
Léon Vitalis trouve dans cette stratégie un bon moyen d'exercer ses qualités de tireur, et remporte sa deuxième victoire aérienne le 15 juillet 1916 en forçant un LVG C à atterrir,. Une troisième victoire, sur un Eindecker, suit le 6 septembre, ce qui vaut à Vitalis d'être décoré de la médaille militaire. Il en remporte trois autres avant la fin de l'année : un LVG le 20 octobre, un Roland le 10 novembre et un Albatros le 16 du même mois,. Deux jours après cette sixième victoire, le nouvel as est cité dans le communiqué aux armées et acquiert une renommée nationale via la médiatisation des victoires des as dans les grands journaux.

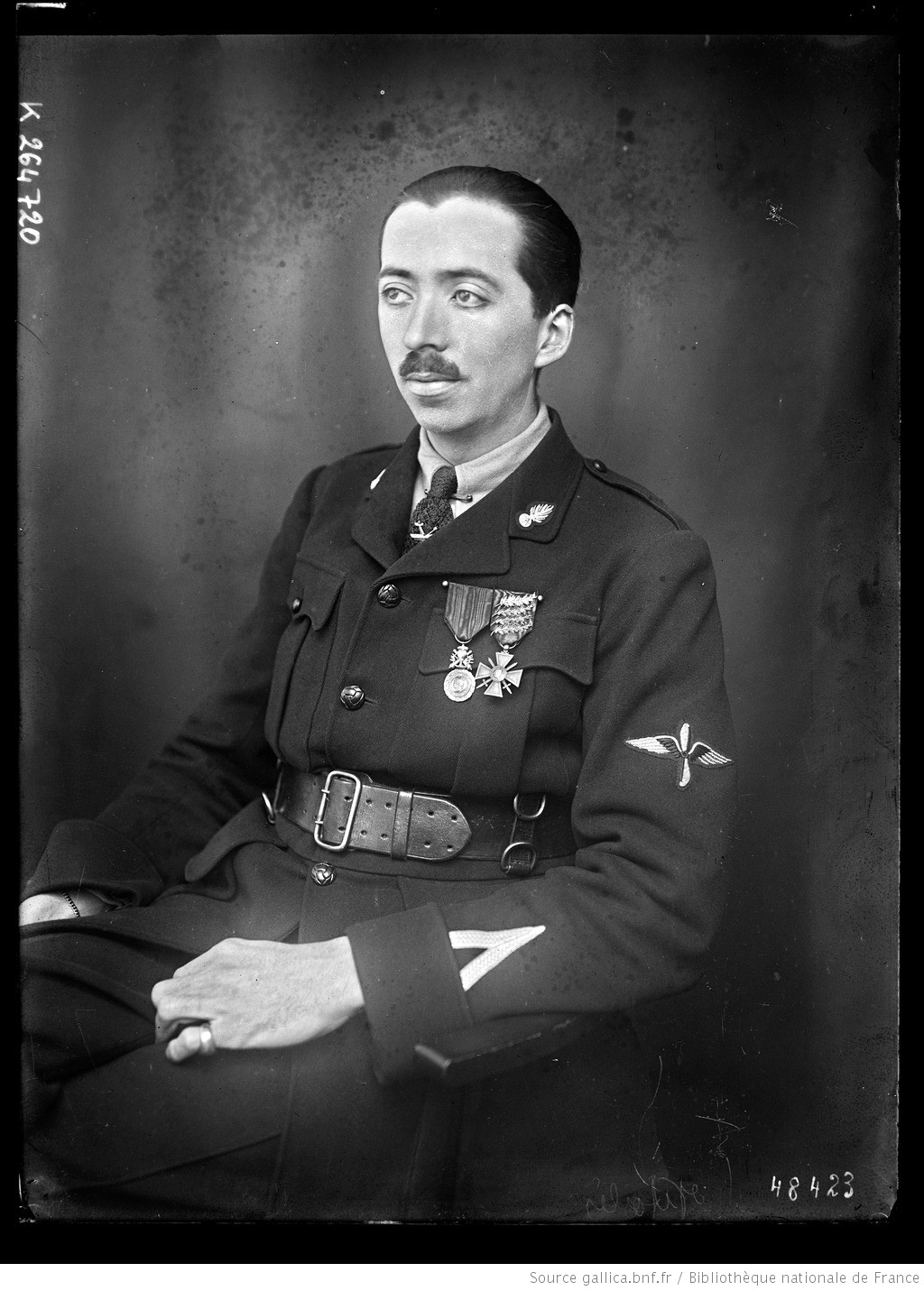
Photo de presse de Léon Vitalis.

Vitalis passe la fin de l'année 1916 au repos, comme le reste de l'escadrille C.46, après ses bons résultats dans la Somme. Il est notamment de retour à l'école de tir de Cazaux, cette fois en tant qu'instructeur, pendant deux semaines.
En avril 1917, Léon Vitalis retourne au front avec son escadrille, dans un secteur où les combats sont beaucoup plus âpres : le Chemin des Dames. Le 14 avril, il remporte sa septième et dernière victoire homologuée, sur un avion piloté par le capitaine Le Cour Grandmaison. Ce dernier est tué, comme beaucoup de ses compagnons d'escadrille, un peu moins d'un mois plus tard par l'as allemand Heinrich Gontermann.
Léon Vitalis est rattrapé par ses problèmes de santé quelques mois après son retour au front. Ses problèmes cardiaques, doublés d'un épuisement nerveux, entraînent son évacuation vers l'hôpital VR 75 de Viry-Châtillon, le 28 juillet 1917. Il en sort dès le 3 août mais doit rester à Paris pour une longue convalescence.
Le 10 novembre 1917, Vitalis écrit à ses supérieurs pour renoncer à sa convalescence et proposer d'être affecté à la base de Cazaux en tant qu'instructeur de tir, ce qui lui est accordé. C'est là qu'il est décoré de la croix de chevalier de la Légion d'honneur le 27 décembre 1917, pour l'ensemble de ses succès. Finalement, Léon Vitalis retourne au front en 1918 et remporte une victoire probable le 21 mai. Fin octobre, il intègre en tant qu'officier d'armement et de tir une nouvelle escadrille expérimentale censée être équipée de chasseurs biplaces Hanriot HD.3. L'escadrille H.174 ne sera toutefois pas opérationnelle avant la signature de l'armistice.

### Après guerre
Considéré comme un soldat d'active, Léon Vitalis n'est démobilisé que le 14 août 1919 à la demande de sa famille, pour qu'il puisse reprendre la direction de la draperie familiale et de ses 350 ouvriers. Il se retire alors à Lodève, mais finit par s'installer peu de temps après dans le Loiret à la tête de sa propre affaire. Il reste toutefois dans la réserve de l'armée, d'abord en étant affecté au 4e régiment de cuirassiers, puis à l'école de tir de Cazaux, avec le grade de lieutenant à partir d'octobre 1924. Il est également promu officier de la Légion d'honneur en 1928, puis commandant en 1935. C'est aussi dans l'entre-deux-guerres que Léon Vitalis fonde l'association des as de 14-18, réunissant annuellement tous les pilotes et mitrailleurs cités dans le communiqué aux armées.
Ses problèmes cardiaques persistent toutefois, et en 1931, ses supérieurs le réservent à un poste d'instructeur en cas de guerre, malgré ses compétences au tir intactes. Vitalis est finalement rayé des cadres définitivement à sa demande en 1936, après une crise de tachycardie.
Il n'est donc pas mobilisé en 1939. Après l'invasion allemande de la France, Vitalis quitte le Loiret pour aller se réfugier dans sa ville natale de Lodève, en zone libre. C'est là qu'il meurt, le 17 août 1941 à l'âge de 51 ans,.